# Zum Gasthof der spritzigen Mädchen
Zum Gasthof der spritzigen Mädchen (Alternativtitel: Das Gasthaus der strammen Mädchen) ist ein deutsches Erotikfilmlustspiel aus dem Jahre 1979 von Franz Marischka mit Peter Steiner in der Hauptrolle.

## Handlung
Auf dem Land, irgendwo im bayerischen Nirgendwo. Kirchenwirt Alois steht finanziell das Wasser bis zum Hals. Seine Gastwirtschaft läuft ausgesprochen schlecht, und nur der Gerichtsvollzieher lässt sich regelmäßig bei ihm blicken. Nun will ihn wegen ausstehender Zahlungen noch nicht einmal mehr die Brauerei beliefern. Der Pfarrer und der Dorfschullehrer finden, dass man im Stadl ein frommes Ritterspiel aufführen sollte, doch dem Alois kommen Zweifel, ob man damit irgendeinen Hund hinter dem Ofen hervorlocken, geschweige denn den Umsatz seiner Gaststätte anheben könne. Außerdem hat Wirtstochter Annamirl im Heuschober bereits vier außerordentlich attraktive junge Musikerinnen einer Damenkapelle untergebracht. Sie findet übrigens nicht ganz zu Unrecht, dass nach wie vor „Sex sells“ gilt und die äußerlichen Reize der hübschen Damen, die auch immer mal wieder gern blank ziehen, allemal (zumindest bei den im Saft stehenden Herren) für mehr Aufmerksamkeit sorgen dürften als ein Ritterspiel von anno dazumal.
Die Männer des Dorfes sind dafür, die jungen Damen als Touristenmagnet einzusetzen. Die Frauen, der Pfarrer, der Lehrer und der Bürgermeister sind aber vehement dagegen. Das Dorf spaltet sich somit in zwei Lager, und beide Seiten kämpfen für ihre Sache mit allen Mitteln. Auch die jungen Musikerinnen, die mit willigem Körpereinsatz so manchen in seiner Meinungsbildung Schwankenden zu umgarnen und schlussendlich zu überzeugen wissen, kämpfen dafür, hier vor Ort einen Rockschuppen zu gründen, der das gottverlassene Dorf endlich in die Schlagzeilen bringt. Bei soviel hormonell bedingtem Einsatz stellt sich alsbald heraus, dass so mancher mutmaßlich im Ehebett gezeugter Nachwuchs des Ortes in „Sünde“ entstand, was bald die Grenzen zwischen Befürwortern und Ablehnenden nunmehr endgültig verwischt. Selbst der Pfarrer erweist sich schließlich auch nur als ein Mann und fällt beinah der „sündigen“ Versuchung in Gestalt jener Damen anheim.

## Produktionsnotizen
Zum Gasthof der spritzigen Mädchen entstand vom 27. August bis zum 16. September 1979 an 20 Drehtagen im bayerischen Falkenberg. Der Film wurde am 9. November 1979 in Passau, Rosenheim und Ingolstadt uraufgeführt.
Georg Stiehle besorgte die Ausstattung, Fred Zenker übernahm die Produktionsleitung.

## Kritiken
„Mit Klamauk angereicherter Schwachsinn, dem es gelingt, selbst die Dummheit des Titels noch bei weitem zu übertreffen.“